# Patasaari (ö i Södra Savolax, Pieksämäki)
Patasaari är en ö i Finland.   Den ligger i kommunen Pieksämäki i den ekonomiska regionen  Pieksämäki ekonomiska region  och landskapet Södra Savolax, i den centrala delen av landet, 290 km nordost om huvudstaden Helsingfors.